# ヘンリー・セントジョージ・タッカー

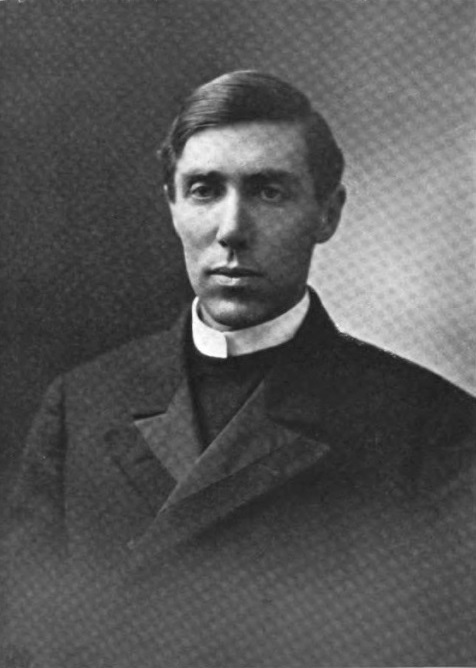
ヘンリー・セントジョージ・タッカー

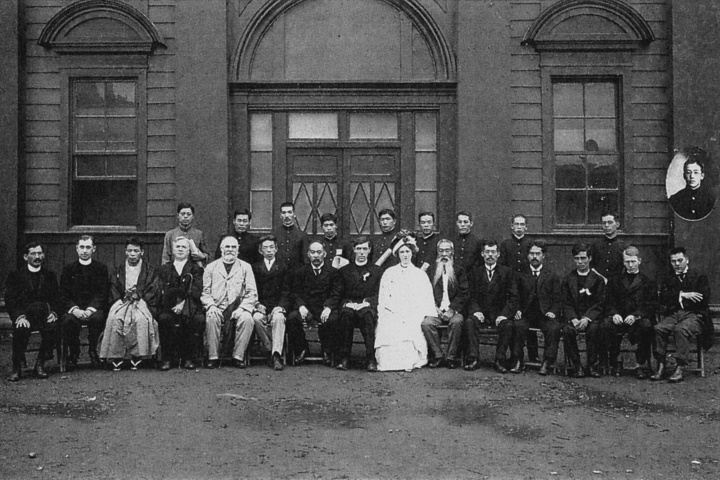
立教大学商科第1回卒業記念写真（1911年）

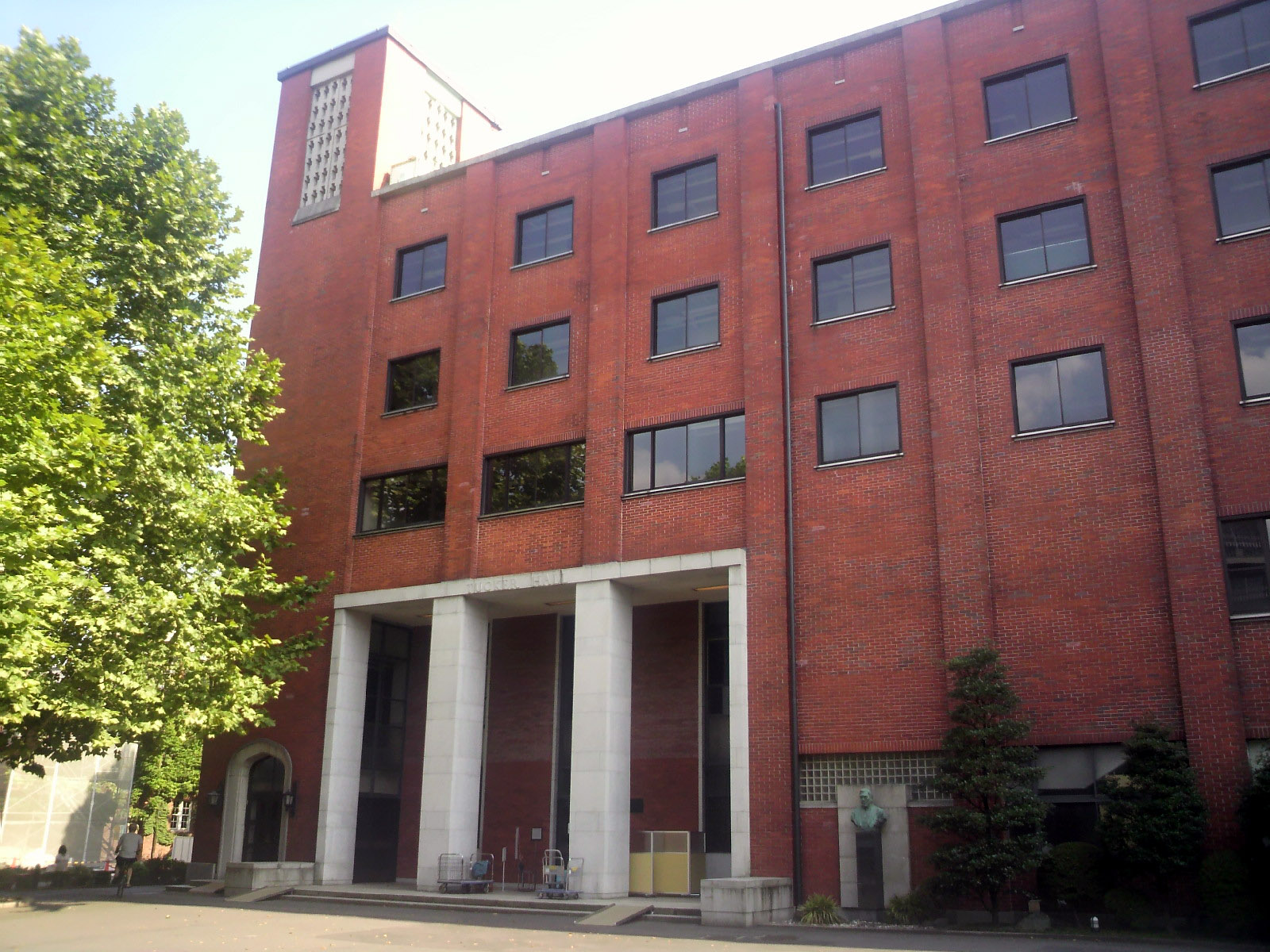
タッカーホール（立教大学池袋キャンパス）

ヘンリー・セントジョージ・タッカー（Henry St. George Tucker、1874年7月16日 - 1959年8月8日）は、米国聖公会総裁主教、立教学院総理。神学博士など4つの博士号を持つ。1907年の立教大学（旧制専門学校）の設立に尽力し、現在の立教学院の基礎を築くとともに、大学の校地購入や日本聖公会大阪教区の設立なども中心的推進役として活躍した。宣教や教育に関する基本的姿勢は、日本人の資質を高く評価・信頼し、その育成を図ろうとするものであった。

## 略歴
ヴァージニア州リッチモンド区ワソー村の聖ヨハネ教会牧師館で生まれた。父は聖公会聖職（のち主教）、母はワシントン家出身で、アメリカ独立戦争で活躍した曽祖父St. Georgeの名を受け継いだ。ノーフォーク学院を経て、1895年6月にヴァージニア大学を卒業。1897年ヴァージニア神学校に入学し、1899年6月に同校卒業。卒業と同時に日本への宣教を決意して、直ちに執事按手を受け、さらに翌月（7月）には司祭按手を受ける。1899年10月に来日し、1900年に東京三一神学校（現・聖公会神学院）教授に就任し、語学研修を経て、1901年仙台聖公会に赴任。同年12月に弘前に派遣され、弘前昇天教会、青森聖アンデレ教会及び八戸聖公会の管理司祭を務めた。
1903年4月、アーサー・ロイドの後任として立教学院総理に就任し、旧制立教中学校英語科教諭及び東京三一神学校（現・聖公会神学院）別科教授を兼務し、東京諸聖徒教会でも司牧する。また、1902年から小林彦五郎などが聖路加病院で聖書教室を開催するなど活動したが、タッカーやジョン・アーミステッド・ウェルボーンら外国人宣教師も聖路加病院で伝道活動を行い、女性伝道師のピーコック（Miss Peacock）やジュリアス（Octivia Julius）も活動に参加した。
1907年、立教大学（専門学校令による旧制専門学校）を創立し、1909年には池袋校地を取得するなど、現在の立教学院の基礎を築いた。また、元田作之進を初代学長に挙げるなど、責任ある地位を日本人に与えることに務めた。
1909年には志成学校の校長にも就任し、土浦聖公会の管理司祭を兼務する。
1912年3月、シドニー・パートリッジの後任として京都地方部主教（第2代主教）に選ばれると、立教学院総理を辞任して、大阪教区を新設して日本人主教を任命するなど、関西地区での教勢拡大に大きな業績を残した。
第一次大戦中の1918年8月には、主教職のまま米国遠征軍の陸軍少佐として米国赤十字社のシベリアでの避難民救済活動に従事するが、支援した避難民はロシア革命によるコサック兵などの逃亡者たちであった。
1923年5月に京都地方部主教を辞して、米国に帰国し、故郷のヴァージニア神学校牧会神学教授に就任する。1926年にヴァージニア教区副主教に選任され、1927年にヴァージニア教区主教となった。1937年4月に、日本聖公会組織成立五十年記念大会に米国聖公会代表として来日。同年6月28日付で「立教大学に関する報告書」を米国聖公会全国協議会に提出した。1938年1月から1946年12月まで第19代米国聖公会総裁主教を務めた（前任者はジェームズ・デウォルフ・ペリー）。

## タッカーホール
立教大学池袋キャンパス内に彼の功績を記念して1954年に建てられたタッカーホールがあり、1971年にはホール正面入口脇にタッカー像が立てられた。
大学創設者のチャニング・ウィリアムズが卒業したアメリカ・ヴァージニア州にあるウィリアムズ＆メアリー大学の構内にも、立教大学にある建物と同じ名称のタッカーホールがあるが、これはトーマス・ジェファーソン（第3代アメリカ大統領）も学んだヴァージニア最高裁判所判事のジョージ・ワイス（アメリカ法律学の父、アメリカ最初の法律学教授）の後継者として同校の法学教授を務めたタッカーの曽祖父であるSt. George Tuckerを記念した建物である。また、前述の通りタッカーはウィリアムズ＆メアリー大学出身のジェファーソンが創設したヴァージニア大学の卒業生である。

## 日本アルプスの開拓者
タッカーはスポーツマンで登山を好んだ。明治時代に日本アルプスを登る人は極めて稀であったが、タッカーは立教学院理事で聖路加病院院長であるルドルフ・トイスラーとともに、日本アルプスの踏破を幾たびも試みた日本アルプスの開拓者の一人であった。一緒に踏破した山岳ガイドは、「日本近代登山の父」と称されるウォルター・ウェストンを日本アルプスで案内したことで知られる上條嘉門次であると思われる。1903年8月には、タッカーとトイスラーは槍ヶ岳に登山している。

## 主な著書
- The History of the Episcopal Church in Japan（日本聖公会史、1938年）
- Exploring the Silent Shore of Memory（1951年）